# Polychlorure de vinyle surchloré
Le poly(chlorure de vinyle) surchloré (PVC-C ou, selon l'acronyme anglais de chlorinated polyvinyl chloride, CPVC) est un matériau polymère thermoplastique utilisé dans la fabrication de tuyaux pour les réseaux d'eau chaude et d'eau froide, souvent en remplacement du cuivre. Il est fabriqué par chloration du poly(chlorure de vinyle). Le PVC-C appartient à la famille des chloropolymères.

## Caractéristiques
En plomberie, les avantages par rapport au cuivre sont :
- assemblage simple et rapide par collage ;
- meilleure isolation thermique ;
- meilleure isolation phonique lors du passage de l'eau ;
- inerte au goût de l'eau potable ;
- pas de tartre ;
- pas de corrosion.